# Buchholz (Neuwied)
Buchholz é um município da Alemanha localizado no distrito de Neuwied, estado da Renânia-Palatinado.
Pertence ao Verbandsgemeinde de Asbach.